# Ян Тиерсен
Гийом Ян Тиерсен (на френски: Guillaume Yann Tiersen) е съвременен френски композитор, мултиинструменталист. Стилът на Тиерсен е разнообразен, минималистичен. Повечето от произведенията му включват любимите му пиано, акордеон и цигулка, но също и други инструменти и звукови ефекти.

## Биография
Тиерсен е роден в Брест през 1970 г. и получава класическо музикално образование в няколко музикални академии, включително в Рен, Нант и Булон-сюр-Мер. Преди да започне да записва собствени неща, е правил записи за множество театрални постановки и къси филми, като La Vie Rêvée des Anges („Мечтаният живот на ангелите“, 1998), Alice et Martin („Алис и Мартин“, 1998).
Става известен във Франция след излизането на третия му албум Le Phare, но остава сравнително непознат извън пределите на страната си до излизането на филма „Невероятната съдба на Амели Пулен“ през 2001 г., чийто саундтрак Тиерсен пише на основата на свой нов и по-стар материал.
През 2003 г. пише и филмовата музика за немския филм „Сбогом, Ленин!“.
За албума си Les Retrouvailles (2005) си сътрудничи със Стюарт Стейпълс от Tindersticks и Елизабет Фрейзър (преди в Кокто Туинс).

## Дискография

### Студийни албуми
- 1995: La Valse des monstres
- 1996: Rue des cascades
- 1998: Le Phare
- 2001: L'Absente
- 2005: Les Retrouvailles
- 2010: Dust Lane
- 2011: Skyline
- 2014: Infinity
- 2016: EUSA
- 2019: ALL